# Port lotniczy Hoskins
Port lotniczy Hoskins (IATA: HKN, ICAO: AYHK) – port lotniczy zlokalizowany w miejscowości Hoskins, na wyspie Nowa Brytania, w Papui-Nowej Gwinei.